# Tobogan als Jocs Olímpics d'hivern de 2006 – Dones
Als Jocs Olímpics d'Hivern de 2006 celebrats a la ciutat de Torí (Itàlia) es disputà una prova de tobogan en categoria femenina que formà part del programa oficial dels Jocs.
La prova es disputà entre el dia 16 de febrer de 2006 a les instal·lacions de Cesana Pariol. Participaren 15 competidores de 12 comitès nacionals diferents.

## Resum de medalles
| Or            | Argent         | Bronze                |
| Maya Pedersen | Shelley Rudman | Mellisa Hollingsworth |

## Resultats
Cada participant realitzà dues baixades pel circuit utilitzat. El resultat final fou la suma dels temps obtinguts en cada mànega.
| Pos. | Nom                   | CON          | Volta 1 | Volta 2 | Total   | Dif.  |
| ---- | --------------------- | ------------ | ------- | ------- | ------- | ----- |
| 1    | Maya Pedersen-Bieri   | Suïssa       | 0:59.64 | 1:00.19 | 1:59.83 | —     |
| 2    | Shelley Rudman        | Regne Unit   | 1:00.57 | 1:00.49 | 2:01.06 | +1.23 |
| 3    | Mellisa Hollingsworth | Canadà       | 1:00.39 | 1:01.02 | 2:01.41 | +1.58 |
| 4    | Diana Sartor          | Alemanya     | 1:00.29 | 1:01.40 | 2:01.69 | +1.86 |
| 5    | Costanza Zanoletti    | Itàlia       | 1:00.99 | 1:01.18 | 2:02.17 | +2.34 |
| 6    | Katie Uhlaender       | Estats Units | 1:00.87 | 1:01.43 | 2:02.30 | +2.47 |
| 7    | Tanja Morel           | Suïssa       | 1:00.85 | 1:01.65 | 2:02.50 | +2.67 |
| 8    | Anja Huber            | Alemanya     | 1:01.12 | 1:01.44 | 2:02.56 | +2.73 |
| 9    | Desiree Bjerke        | Noruega      | 1:00.92 | 1:01.70 | 2:02.62 | +2.79 |
| 10   | Lindsay Alcock        | Canadà       | 1:01.26 | 1:01.59 | 2:02.85 | +3.02 |
| 11   | Svetlana Trunova      | Rússia       | 1:01.23 | 1:01.83 | 2:03.06 | +3.23 |
| 12   | Louise Corcoran       | Nova Zelanda | 1:01.06 | 1:02.03 | 2:03.09 | +3.26 |
| 13   | Michelle Steele       | Austràlia    | 1:01.26 | 1:02.21 | 2:03.47 | +3.64 |
| 14   | Eiko Nakayama         | Japó         | 1:01.82 | 1:02.10 | 2:03.92 | +4.09 |
| 15   | Monika Wolowiec       | Polònia      | 1:02.31 | 1:02.99 | 2:05.30 | +5.47 |